# Coque de Béziers
 (juin 2025).
Si vous disposez d'ouvrages ou d'articles de référence ou si vous connaissez des sites web de qualité traitant du thème abordé ici, merci de compléter l'article en donnant les références utiles à sa vérifiabilité et en les liant à la section « Notes et références ».
La coque de Béziers est une brioche traditionnelle de Béziers que l'on déguste pour la saint Aphrodise.

## Origine
L'origine des coques de Béziers est intimement liée à la légende de saint Aphrodise. 
Lorsqu'il vint d’Égypte au IIIe siècle avec son chameau (lo camèl) afin d'évangéliser la ville de Béziers, il fut accueilli très défavorablement par les habitants. À sa mort, les instances à la tête de la ville refusèrent de prendre en charge son chameau qui représentait un coût d'entretien trop important. Afin de le sauver d'une mort certaine, une famille de potiers de la ville accepta de le prendre en charge pour lui fournir logis et nourriture. 
Quand Aphrodise fut reconnu saint, la municipalité de la ville décida de prendre à sa charge l'entretien et la nourriture du chameau, considérant que cela rendait honneur au saint. Une maison fut donc offerte, en plus de tous les frais d'entretien à la famille de potiers qui veillèrent sur l'animal. À la mort de ce dernier, la rue fut baptisée rue du chameau (actuelle rue Malbec) et la maison fut vendue. Le revenu de la vente fut réinvesti par les consuls de l'époque dans l'achat de pain que l'on distribua aux pauvres de la ville.
Dès lors chaque année pour la fête de saint Aphrodise (Fête des Caritats) les coques de Béziers sont bénies, distribuées et partagées pour symboliser d'une part le partage du pain, et d'autre part la forme du chameau.

## Fabrication artisanale
La coque de Béziers est artisanalement préparée par les boulangers-pâtissiers de la région. Depuis la fin des années 1990, un concours des spécialités gourmandes et des vins doux est organisé pour récompenser la meilleure coque et remet ainsi La Coque D'or.
Organisé par la confrérie Sant Andiù de la Galinière,  Béziers Méditerranée Œnopôle et des œnologues de Béziers, avec le soutien de la Ville, Ce concours perpétue la tradition de la coque de Béziers.

## Ingrédients
Pour fabriquer cette brioche, il faut de la farine, du sucre, du beurre, des œufs, du lait, du sel, de la levure de boulanger et de la fleur d'oranger. 

## Préparation
Elle commence la veille  pour préparer le levain. On mélange le lait, avec la levure de boulanger et la farine. Le tout est laissé reposer en moyenne 12 heures en posant un torchon propre sur le saladier pour protéger la préparation. Le levain est terminé lorsqu'il retombe seul. Le lendemain sont mêlés tous les ingrédients en commençant par les liquides puis les œufs, le beurre, la fleur d'oranger, le sel, le reste de farine  et en toute fin le levain. Puis la pâte est coupée en petits boudins de taille égale, ils sont laissés à lever pendant une heure, ils doivent gonfler jusqu'à doubler de volume avant d'être cuits au four.